# Астраханцев Володимир Васильович
Володимир Васильович Астраханцев (1960, Харків) — український скрипаль.

## Походження та навчання
Володимир Астраханцев народився у Харкові в родині музикантів. Закінчив Харківську спеціальну музичну школу-інтернат, потім Київську державну консерваторію і аспірантуру (учень Богодара Которовича).

## Викладацька діяльність
Викладав у Харківському державному університеті мистецтв.

## Творчість
Міжнародна кар'єра Астраханцева почалася з гастролей по Німеччині з Симфонічним оркестром Берлінського радіо під керуванням Роберта Ганелла. Володимир Астраханцев гастролював з різними оркестрами по Східній і Західній Європі, Скандинавії, країнах Далекого Сходу, Середньої Азії та США. Протягом багатьох років був концертмейстером Мюнхенського камерного оркестру, з яким грав і як соліст.
В даний час Володимир Астраханцев — концертмейстер Цюріхського симфонічного оркестру, працює також у Філармонійному оркестрі Південно-Західної Німеччини з Констанца.
Серед записів Володимира Астраханцева — твори Антоніно Вівальді, Йоганна Баха, Нікколо Паганіні, Ф. Ваксмана, Альфреда Шнітке, Арно Бабаджаняна, Мирослава Скорика та інших композиторів XX століття.

## Нагороди
У 1984 році Володимир Астраханцев виграв Український республіканський конкурс скрипалів.
Лауреат VII Міжнародного музичного фестивалю імені Петра Ілліча Чайковського.